# Эшотс, Янис
Янис Эшотс (26 августа 1966, Яунпиебалга — 18 июня 2021, Лондон) — ученый-исламовед, специалист по исламской философии сефевидской эпохи, переводчик классических исламских текстов, в том числе сочинений ас-Сухраварди, Мир Дамада, Садр ад-Дина ал-Кунави «Ключ к сокрытому» и Садр ад-Дина аш-Ширази «Престольная мудрость».

## Биография
В 1991 году закончил Московский литературный институт им. А. М. Горького (специальность «Переводчик»). С октября 2003 года по октябрь 2006 года учился в докторантуре Теологического факультета Латвийского университета. Занимался написанием диссертации на соискание степени доктора богословских наук по теме «Гностицизм Муллы Садры». В 2007 году защитил диссертацию на соискание докторской степени (PhD) в Таллиннском университете (Эстония) по теме «Учение Муллы Садры о Вуджуд: синтез мистицизма и философии» (Mulla Sadra’s Teaching on Wujūd: A Synthesis of Mysticism and Philosophy’). Был главным редактором ежегодника исламской философии «Ишрак» (Озарение) Института философии РАН .
Последние годы работал в Научно-издательском департаменте Института исмаилитоведения (Лондон, Великобритания), был ответственным редактором «Encyclopaedia Islamica».

## Основные труды
- Садр ад-Дин аш-Ширази, Мухаммад. Престольная мудрость / Садр ад-Дин Аш-Ширази (Мулла Садра); пер. с араб. и коммент. Яниса Эшотса. Москва: Вост. лит., 2004. 150 с. ISBN 5-02-018357-1
- Садр ад-Дин ал-Кунави. Ключ сокровенного / пер. с араб. и коммент. Яниса Эшотса. Москва: Вост. Лит; Садра, 2015. 208 с.
- Саййид Мухаммад ат-Табатабаи. Начала философии / вступл., пер. с араб., коммент. Яниса Эшотса. Москва, 2016.
- Эшотс, Янис. Комментарии // Коран / пер. с арабского Улдиса Берзиньша. Рига, 2011. С. 484—571.
- Корбен, Анри. Световой человек в иранском суфизме / пер. Ю. Н. Стефанова, предисл. и примеч. Я. Эшотса. Москва: 2009.
- Корбен, Анри. История исламской философии / пер. А. Кузнецова, вступ. статья и прим. Яниса Эшотса. Москва: Садра, 2013. 238 с. (2-е изд. 2016)
- Джалал ад-Дин Руми, Маснави-йи ма’нави (Поэма о скрытом смысле), четвертый дафтар / пер. Н. И. Пригариной, Н. Ю. Чалисовой, Л. А. Лахути и М. А. Русанова; коммент. и пер. араб. вступ. ст. Яниса Эшотса. Санкт-Петербург, 2009.
- Сеййид Хусейн Наср. Садр ад-Дин аш-Ширази и его трансцендентальная философия / научн. ред. Яниса Эшотса. Москва: Садра, 2014. 128 с.
- Основы исламской философии (избранное из произведений Муртазы Мутаххари) / сост. 'Абд ар-Расул Убудийат; пер. с перс. Яниса Эшотса. — Москва : Садра : Акад. проект, 2014. 278 с.
- Мир Дамад. Проблески / пер., вступ. ст., комм. Яниса Эшотса // Ишрак = Ishraq : ежегодник исламской философии. № 5 / Российская акад. наук, Ин-т философии, Иранский ин-т философии; гл. ред. Янис Эшотс. С. 137—189.
- Садр ад-Дин аш-Ширази. Приходящее в сердце о познании Господствия (часть 1) // Восток. 2000. № 2. С.109-132
- Садр ад-Дин аш-Ширази. Приходящее в сердце о познании Господствия (часть 2) // Восток. 2000. № 5. С.109-127
- Шихаб ад-дин Сухраварди. Язык муравьев / пер. с фарси и коммент. Яниса Эшотса // Волшебная гора. 1998. № 7. С. 116—135.[8] Перепечатано как приложение в: Анри Корбен, Свет славы и святой Грааль. Москва, 2007. С. 187—222
- Шихаб ад-Дин Сухраварди. Свист Симурга / пер., вступ. стат., коммент. Яниса Эшотса // Восток. 2011. № 5. С.119-133.
- Шихаб ад-Дин Сухраварди. Шум крыльев Гавриила // Ш. М. Шукуров (ред.), Храм земной и небесный, Т. II (Москва, 2008), С. 498—516. Новая редакция в: Ишрак = Ishraq : ежегодник исламской философии. № 1 / Российская акад. наук, Ин-т философии, Иранский ин-т философии; гл. ред. Янис Эшотс. — Москва : Яз. славянских культур, 2010. С. 516—535.
- Табатабаи, Мухаммад Хусейн (Саййид Мухаммад ат-Табатабаи). Начала философии (Бидайат ал-хикма) / пер. с араб. и коммент. Яниса Эшотса. — Можайск : Можайский полиграфический комбинат, 2016. 192 с.